# Союз (хоккейный клуб)
«Союз» — российский клуб по хоккею с шайбой из города Заречного Пензенской области, существовавший в 2014—2015 годах.

## История
Команда под названием «Союз» играла в чемпионате Пензенской области в СССР.
В 2013 году руководитель комитета по физкультуре и спорту Пензенской области Артур Пантелеев заявил о планах создать в Заречном профессиональную команду в РХЛ или МХЛ. В середине августа команда была заявлена в сезон РХЛ, при этом менеджер клуба Анатолий Кутлянцев заявлял, что решение о создании клуба было принято только 9 сентября
«Союз» дебютировал 13 и 14 сентября домашними матчами с «Мордовией», в которых уступил 1:3 и 3:6. Клуб, который тренировал Игорь Агеев, в итоге проиграл во всех 48 матчах (в 46 — в основное время, в двух — в овертайме). Один раз пропустил 15 шайб (1:15 с «Ростовом») и три раза — по 14 шайб (0:14 с ЦСК ВВС, 1:14 со «Славутичем», 2:14 с «Ямальскими стерхами»), общая разница шайб — минус 288 (62-350).
Команда являлась фарм-клубом пензенского «Дизеля», игравшего в ВХЛ. Во многих матчах «Союз» выступал двумя пятерками, в ряде встреч игроков было ещё меньше. Клуб по итогам регулярного чемпионата занял последнее, девятое место и не попал в плей-офф. На следующий сезон «Союз» не заявился.